# Xiphidiopsis dicera
Xiphidiopsis dicera är en insektsart som beskrevs av Morgan Hebard 1922. Xiphidiopsis dicera ingår i släktet Xiphidiopsis och familjen vårtbitare. Inga underarter finns listade i Catalogue of Life.